# Bubalus
Bubalus is een geslacht van zoogdieren uit de  familie van de Bovidae (Holhoornigen). De wetenschappelijke naam van het geslacht werd in 1827 gepubliceerd door Charles Hamilton Smith.

## Soorten
Er worden 5 soorten in dit geslacht geplaatst:
- Bubalus arnee (Kerr, 1792)
- Bubalus bubalis (Linnaeus, 1758) – Waterbuffel
- Bubalus depressicornis (H. Smith, 1827) – Anoa
- Bubalus mindorensis (Heude, 1888) – Tamaroe
- Bubalus quarlesi (Ouwens, 1910) – Berganoa